# Chambre syndicale des ouvriers en instruments de précision de Paris
La chambre syndicale des ouvriers en instruments de précision et parties similaires est un syndicat parisien créé en 1892. Edmond Briat en fut l'un des secrétaires généraux. Paul Delesalle (considéré comme un des fondateurs de l'anarcho-syndicalisme) y adhère en 1893.
En 1896, 64 membres de ce syndicat créent l'Association des ouvriers en instruments de précision (A.O.I.P.).
On note la présence de délégués :
- VIe Congrès national des syndicats et groupes corporatifs, tenu à Nantes en septembre 1894 (représenté par Lefort)
- VIIe Congrès national corporatif (création de la Confédération générale du travail), tenu à Limoges en septembre 1895 (représenté par Vallier)
- VIIIe Congrès national corporatif (organisé par la Confédération générale du travail), tenu à Tours en septembre 1896 (représenté par Vallier)
- IXe congrès national corporatif (IIIe de la Confédération générale du travail) tenu à Toulouse en septembre 1897 (représenté par Briat, présence de Delesalle)
- Xe congrès national corporatif (IVe de la Confédération générale du travail) tenu à Rennes en septembre 1898 (représenté par Auvray)
- XIe congrès national corporatif (Ve de la Confédération générale du travail) tenu à la bourse du travail de Paris en septembre 1900 (représenté par Briat, supp. Latapie, présence d'un Delesalle)

(Briat et Latapie sont présents au Xe Congrès national des bourses du travail de France et des colonies, tenu à Alger en septembre 1902 mais ne représentent pas le syndicat mais les Bourses du Travail)
Ce syndicat s'affiliera à la Fédération de la Métallurgie et rejoindra la CGT.

## Sources
- " Les syndicats de la Métallurgie de plus de 100 ans " par Jean-Pierre Elbaz pour l’IHS CGT Métallurgie